# Poul Henningsens Plads station
Poul Henningsens Plads station är en järnvägsstation i stadsdelen Østerbro i Köpenhamn. Den ligger på Cityringen (M3) på Köpenhamns metro och  invigdes 29 september 2019. Den är cityringens nordligaste station.
Enligt de ursprungliga planerna skulle den ligga vid ett torg uppkallat efter arkitekten Poul Henningsen men flyttades en bit bort.[källa behövs] Stationen fick dock behålla sitt namn. Dess väggar är klädda med kakel i två gråa nyanser som bildar ett mönster som påminner om fasaden på intilliggande Øbrohus.